# 妹尾研祐
妹尾 研祐（せのお けんすけ、1967年8月12日 - ）は、日本のヴォーカリスト、作詞家、ラジオパーソナリティ。SENOKEN（セノケン）としても活動中。
岡山県倉敷市出身。

## 略歴
- 1993年、ロックユニットZNX結成。『君の瞳の中から』が同年公開の映画「ぷるぷる 天使的休日」（東映）の主題歌として起用される。
- 1994年2月2日、シングル「君の瞳の中から」を東芝EMI/TM FACTORYからリリースしZNXのヴォーカリストとしてデビュー。
- 1995年9月、ZNX解散、オリジナルアルバム2枚、シングル6枚を残す。
- 2007年、ヨーロッパに渡り、ベルギー・ドイツ・イギリスでライブ活動を行う。
- 2009年、再びヨーロッパに渡り、ベルギー滞在中に知り合ったミュージシャンに誘われてルーマニアを訪れライブ活動を行う。
- 2010年8月、Peace Hiroshimaにハイセイコーズとして参加。以降も毎年参加している。
- 2013年、SENOKEN & SEKI SHOW アルバム「Senoken and Seki Show vol.1」リリース。ライブツアーを行う。
- 2014年11月18日高円寺ショーボート「大きな声で言えない話 怪談編」に出演、「雨の山道の女性」「23日は外出禁止」を披露。
- 2014年12月6日、SENOKENがパーソナリティを務めるFMおだわら(78.7MHz)ラジオ番組「SENOKENの深い夜」放送開始。
- 2014年12月24日、SENOKENソロアルバム「Nothing's gonna change」リリース、SENOKEN全国ライブツアーを行う。
- 2015年、SENOKEN DVD「Blue Rose」リリース、SENOKEN全国ライブツアーを行う。

## バンド・ユニット歴
- ZNX
- BAD APPLES
- ハイセイコーズ
- SENOKEN & SEKI SHOW

## ディスコグラフィ
ZNX
（全て東芝EMI/TM FACTORYよりリリース）
- シングル

1. 君の瞳の中から （1994年2月2日　TODT-3193）
2. 傷だらけのファイティングポーズ （1994年5月18日　TODT-3241）
3. サヨナラに接吻を （1994年6月22日　TODT-3250）
4. HOT PASSION RED （1994年12月7日　TODT-3348）
5. COLD BLOOD （1995年3月15日　TODT-3431）
6. Don't Look Back （1995年4月26日　TODT-3474）

- オリジナルアルバム

1. ZNX （1994年7月6日　TOCT-8455）
2. POWER HOUSE （1995年3月29日　TOCT-8872）

SENOKEN & SEKI SHOW
- アルバム
  - Senoken and Seki Show vol.1 （2013年）

SENOKEN
※ 妹尾研祐ソロ作品
- アルバム
  - Nothing's gonna change （2014年12月24日　Zenit Music Factory　AZMF-3084）
- DVD
  - Blue Rose （2015年）

## 楽曲提供
- 近藤真彦「GET IT ROCK」（作詞：沢ちひろ 作曲：妹尾研祐 編曲：野村義男）

近藤真彦アルバム「Get Back」（1997年7月1日　SRCL-3798）に収録。
- テレビ朝日系『激走戦隊カーレンジャー』挿入歌「CATCH THE WIND」（作詞：妹尾研祐 作曲・編曲：亀山耕一郎 歌：前田達也）

下記に収録
「激走戦隊カーレンジャー ソングコレクション」 （1996年6月21日　COCC-13482）
「スーパー ヒーロー クロニクル シリーズ スーパー戦隊主題歌・挿入歌大全集V」 （2004年3月17日　COCX-32638-40）

## 出演

### ラジオ

#### 現在の出演
- SENOKENの深い夜 （2014年12月6日 - 、FMおだわら78.7MHz） 毎週土曜日26:00～26:30　再放送：毎週木曜日 26:30～27:00
- RADIO BOHEMIA （2016年 -、 FMおだわら78.7MHz、ミュージックバード経由で全国ネット） 毎週土曜日23:00～24:00　再放送：毎週日曜日 22:00～23:00 レギュラー

過去
- ZNXの500miles （1994年4月 - 1995年9月、文化放送） ZNX時代

## タイアップ
ZNX
| 曲名                             | タイアップ                                                               | オンエア期間       | 収録作品                                                           |
| -------------------------------- | ------------------------------------------------------------------------ | ------------------ | ------------------------------------------------------------------ |
| 君の瞳の中から                   | 映画『ぷるぷる 天使的休日』（東映）                                      | 1993年12月29日公開 | 1stシングル「君の瞳の中から」 1stアルバム「ZNX」                   |
| 君の瞳の中から                   | テレビ朝日系ドラマ『お姉さんの朝帰り』エンディングテーマ                 | 1994年1月～2月     | 1stシングル「君の瞳の中から」 1stアルバム「ZNX」                   |
| 傷だらけのファイティング・ポーズ | 日本テレビ系スポーツ番組『独占!!スポーツ情報』イメージソング             | 1994年             | 2ndシングル「傷だらけのファイティング・ポーズ」 1stアルバム「ZNX」 |
| サヨナラに接吻（くちづけ）を     | テレビ朝日系ドラマ『お姉さんの朝帰りⅡ』エンディングテーマ                | 1994年5月～6月     | 3rdシングル「サヨナラに接吻（くちづけ）を」 1stアルバム「ZNX」     |
| HOT PASSION RED                  | テレビ朝日系バラエティ番組『さんまのなんでもダービー』エンディングテーマ | 1994年             | 4thシングル「HOT PASSION RED」 2ndアルバム「POWER HOUSE」          |
| COLD BLOOD                       | TBS系バラエティ番組『所さんのワーワーブーブー』オープニングテーマ        | 1995年             | 5thシングル「COLD BLOOD」 2ndアルバム「POWER HOUSE」               |
| Don't Look Back                  | テレビ東京系アニメ『獣戦士ガルキーバ』オープニングテーマ                 | 1995年4月～9月     | 6thシングル「Don't Look Back」                                     |

楽曲提供（作詞）
| 曲名           | タイアップ                                   | オンエア期間                | 収録作品                                                                             |
| -------------- | -------------------------------------------- | --------------------------- | ------------------------------------------------------------------------------------ |
| CATCH THE WIND | テレビ朝日系『激走戦隊カーレンジャー』挿入歌 | 1996年6月28日放送（第18話） | 「激走戦隊カーレンジャー ソングコレクション」 「スーパー戦隊主題歌・挿入歌大全集V 」 |